# Xenorhina arndti
Xenorhina arndti es una especie de anfibio anuro de la familia Microhylidae.

## Distribución geográfica
Esta especie es endémica de Nueva Guinea Occidental, Indonesia. Habita entre los 500 y 860 m de altitud en las montañas de Fakfak.

## Etimología
Esta especie lleva el nombre en honor a Rudolf G. Arndt.

## Publicación original
- Günther, 2010 : Description of a new microhylid frog species of the genus Xenorhina (Amphibia:Anura: Microhylidae)from the FarFax Mountains, far western New Guinea. Vertebrate Zoology Dresden, vol. 60, n.º 3, p. 217-224[3]